# Ranč Heartland
Ranč Heartland (v anglickém originále Heartland) je kanadský dramatický televizní seriál, premiérově vysílaný od roku 2007 na stanici CBC. Má 17 řad. V České republice jej vysílá stanice Prima Love. Je inspirovaný knižní řadou Srdíčko od britské spisovatelky Lauren Brooke, kterou v českém překladu vydalo nakladatelství Stabenfeldt.
Děj se odehrává v Kanadě. Hlavním tématem seriálu jsou koně, vztahy a krásná příroda. Ranč Heartland vypráví příběhy sester Amy a Lou a jejich dědečka Jacka, kteří žijí na koňské farmě. Matka obou sester zemřela při autonehodě, ale Amy a Lou udržují její sen stále naživu; starají se totiž o týrané a zanedbávané koně. Na ranč se přistěhuje také krasavec Ty, který rodině pomáhá. Do seriálu se postupně zapojují nové postavy, jako pomocník Caleb, jeho žena Ashley, její matka Wal, veterinář Scott, svérázná dívka Mallory, Louin manžel Peter, jejich dcera Katie a nevlastní dcera Georgie.
Díky popularitě Ranče Heartland se televize CBC rozhodla v roce 2018 začít natáčet odvozený seriál Hudson.
V roce 2023 bylo potvrzeno, že bude natočena 17. série.

## Obsazení
| Amber Marshall   | Amy Flemming                 |
| Michelle Morgan  | Lou Flemming, později Morris |
| Shaun Johnson    | Jack Bartlett                |
| Chris Potter     | Tim Flemming                 |
| Graham Wardle    | Ty Borden                    |
| Jessica Amlee    | Mallory Wells                |
| Nathaniel Arcand | Scott Cardinal               |
| Kerry James      | Caleb Odell                  |
| Alisha Newton    | Georgie Flemming Morris      |
| Gabriel Hogan    | Peter Morris                 |
| Wanda Cannon     | Wall Stanton                 |